# Інтинський міський округ
Інти́нський міський округ (рос. Интинский городской округ, комі Вуктыл каркытш) — адміністративна одиниця Республіки Комі Російської Федерації.
Адміністративний центр — місто Інта.

## Населення
Населення району становить 28977 осіб (2017; 35181 у 2010, 46411 у 2002, 70115 у 1989).
Національний склад (станом на 2010 рік):
- росіяни — 23204 особи (65,96 %)
- комі — 3660 осіб (10,40 %)
- українці — 2419 осіб (6,88 %)
- татари — 578 осіб (1,64 %)
- білоруси — 432 особи (1,23 %)
- чуваші — 195 осіб (0,55 %)
- німці — 113 осіб (0,32 %)
- азербайджанці — 107 осіб (0,30 %)
- інші — 4473 особи

## Адміністративно-територіальний поділ
На території району 3 міських поселення та 4 сільських поселення:
| Поселення                         | Площа, км² | Населення, осіб (1989) | Населення, осіб (2002) | Населення, осіб (2010) | Центр       | Населені пункти |
| --------------------------------- | ---------- | ---------------------- | ---------------------- | ---------------------- | ----------- | --------------- |
| Верхньоінтинське міське поселення | 7321,19    | 4350                   | 2166                   | 1152                   | Верхня Інта | 2               |
| Інтинське міське поселення        | 9454,32    | 62320                  | 41751                  | 32468                  | Інта        | 2               |
| Кожимське міське поселення        | 984,72     | 1260                   | 165                    | 27                     | Кожим       | 4               |
| Абезьке сільське поселення        | 5053,17    | 784                    | 1150                   | 724                    | Абезь       | 7               |
| Адзьвавомське сільське поселення  | 2291,76    | 243                    | 156                    | 98                     | Адзьвавом   | 2               |
| Косьювомське сільське поселення   | 2916,67    | 439                    | 361                    | 201                    | Косьювом    | 3               |
| Петрунське сільське поселення     | 3041,66    | 716                    | 662                    | 511                    | Петрунь     | 3               |

## Найбільші населені пункти
| №  | Населений пункт  | Населення, осіб (1989) | Населення, осіб (2002) | Населення, осіб (2010) |
| -- | ---------------- | ---------------------- | ---------------------- | ---------------------- |
| 1  | Інта             | 61 798                 | 41 217                 | 32 080                 |
| 2  | Верхня Інта      | 4 109                  | 2 077                  | 957                    |
| 3  | Абезь (селище)   | -                      | 714                    | 478                    |
| 4  | Петрунь          | 614                    | 575                    | 439                    |
| 5  | Юсьтидор         | 522                    | 534                    | 388                    |
| 6  | Косьювом         | 302                    | 250                    | 176                    |
| 7  | Абезь (присілок) | 227                    | 168                    | 117                    |
| 8  | Адзьвавом        | 224                    | 146                    | 98                     |
| 9  | Ярпіяг           | 136                    | 110                    | 87                     |
| 10 | Рогова           | 90                     | 83                     | 69                     |